# Agó de Friül
Agó fou duc de Friül vers el 651 i fins vers 663. Fou el suposat successor de Grasulf II.
Segons Pau el Diaca fou el fundador d'una de les famílies de Cividale, coneguda com a casa d'Agó. Va morir el 663 i el va succeir Llop de Friül.